# Agustín de Prado y Mármol
Agustín de Prado y Mármol (Madrid, 1577-?) va ser un militar castellà que va servir a l'exèrcit espanyol en els estats de Flandes i Milà. Nascut a la capital, va ser batejat a la parròquia de San Ginés, fill de Gaspar de Prado y Loaysa, també militar destacat a Flandes i que va morir a Oostende, i d'Isabel de Mármol y Figueroa, ambdós naturals de Madrid. Va servir els reis Felip II i Felip III durant vint-i-set anys entre Flandes i Milà, vint-i-cinc dels quals com a Capità d'Infanteria. Va participar també a la Jornada del Brasil (1625) i la conseqüent recuperació de Bahia, pels seus mèrits en la batalla el 15 de juny de 1626 va rebre l'hàbit de l'Orde de Sant Jaume.